# Mannum
Mannum är en ort i Australien. Den ligger i kommunen Mid Murray och delstaten South Australia, omkring 64 kilometer öster om delstatshuvudstaden Adelaide. Antalet invånare är 2 407.
Runt Mannum är det mycket glesbefolkat, med 4 invånare per kvadratkilometer.. Mannum är det största samhället i trakten.
Trakten runt Mannum består till största delen av jordbruksmark. Genomsnittlig årsnederbörd är 419 millimeter. Den regnigaste månaden är juli, med i genomsnitt 68 mm nederbörd, och den torraste är december, med 8 mm nederbörd.